# Kabeala
Il kabeala (anche conosciuto come kabela, kabeàla o kabiala, termine che significa
"Parang" o "Golok" in lingua kambera) è un'arma tradizionale indonesiana originaria dell'isola di Sumba.

## Descrizione
Il kabeala ha una lama con dorso diritto e filo piuttosto convesso. La lama si allarga leggermente verso la punta e nella parte terminale il dorso si curva andando a convergere verso il filo. L'elsa è robusta e a circa metà della sua lunghezza presenta una curva con un angolo di 45 gradi. Il fodero è dritto e ha diverse strisce di tessuto che tengono unite le due parti di cui è composto. L'apertura ha una sporgenza obliqua dalla parte del filo della lama.

## Uso rituale
Durante i funerali una persona viene scelta per assumere il ruolo di un papanggang ("schiavo") per il quale gli uomini portano un kabeala mentre le donne portano un coltello detto kahidi yutu o leiding. L'abbigliamento tradizionale di un papanggang maschio include un kabeala nero, che rappresenta un simbolo principesco.